# Giulești, Maramureș
Giulești là một xã thuộc hạt Maramureș, România. Dân số thời điểm năm 2002 là 3386 người.